# DN67D
De DN67D (Drum Național 67D of Nationale weg 67D) is een weg in Roemenië. Hij loopt van Târgu Jiu via Tismana en Baia de Aramă naar Pecinișca. De weg is 108 kilometer lang. 